# Elofssönernas ätt
Elofssönernas ätt, är ett konventionellt släktnamn på en medeltida högfrälsesläkt från Östergötland. Ättens ursprung är okänt, men de ägde gods i Östergötland och på Öland. Enligt barnens patronymikon hette stamfadern Elof. I övrigt är han okänd.
Uppgifter växlar kring om denna ätts vapen är okänd, eller om den fört det vapen som användes av Peter Andersson (nedan).  Äldre svenska frälsesläkter anger att: "möjligen från mödernet har även konung Birgers camerarius Peter Andersson, som levde i början av 1300-talet, upptagit Vinstorpavapnet."
Äldre genealoger antog att de var en gren av ätten Ängel. Man har också felaktigt antagit att stamfadern Elof varit Birger Jarls broder med samma namn. Elofsönerna fanns med bland ätterna i stormannakretsen kring Birger Jarl och hans söner. 
Elofssönernas fädernegods var belägna i Aska härad i nordvästra Östergötland, men de ägde tidigt gods också i Ottenby på Öland.
Ättens mest kända medlemmar är Ingrid Elofsdotter, död 1282, mera känd som den heliga Sankta Ingrid av Skänninge, och riddaren Johan Elofsson (död efter 1295), ingift i Fånöätten och svärfader till Upplandslagmannen och riddaren Birger Petersson (Finstaätten), heliga Birgittas fader, i hans första gifte.
Släkten utmärkte sig för stor fromhet och stod nära den under 1200-talet i Sverige införda dominikanorden och de båda mystikerna Petrus de Dacia och den heliga Kristina av Stommeln.
I ett brev till ovan nämnda Kristina skriver Johan Elofsson att han och hans syskon ärvt föräldrarnas fromma intressen. Som änkling följde Johan sitt hjärtas kallelse och blev korsriddare och medlem i Svärdsriddarorden, vilken 1237 hade uppgått i Tyska orden och han skänkte mycket av sin jord, särskilt i Aska härad, till kyrkan, utan några dokumenterade protester från släktmedlemmar. 
Johans systrar Ingrid (saligförklarad 1507) och Kristina Elofsdotter var de första i Sverige, som slog sig ner i Skänninge konvent och anlade dominikannunnornas dok (senast 1271). Anders Elofsson (verksam före 1275 och levande ännu 1292, död senast 1295), var bland dem, som donerade jord till systern Ingrids klosterstiftelse vid S:t Martin i Skänninge.
Ätten dog ut tidigt. Johan Elofssons dotter Kristina avled redan 1293. Brodern Anders Elofsson hade tre barn - nämligen:
[File:COA-family-sv-Elofssonerna.png|thumb|Peter Anderssons vapen: skölden kluven, en utväxande lilja, och två ginbalkar, tinkturfärger okända 
1. Dottern, Ragnhild Andersdotter (levde 21 mars 1308, var död 18 oktober 1324), förefaller först ha varit gift med en okänd Lars i Snytringe och därefter (1301) med riddaren Eggard Bralstorp (död 20 mars 1308) av en från Mecklenburg inflyttad, sedärmera i Södermanland bosatt tysk adelssläkt Bralstorp.
2. Sonen Peter Andersson, som 1310 kallas väpnare, fick av konung Birger Magnusson 1313 i gåva en tomt vid torget i Linköping. Han var tydligen redan då en av kungens förtroendemän. Klarare framträder han 1318, då han som Birgers skattmästare (camerarius) är en av dem som beseglar Helsingörtraktaten 27 februari; i övrigt är han politiskt okänd. Äldre svenska frälsesläkter anger att han möjligen upptagit Vinstorpavapnet från mödernet.
3. En son, tydligen Anders, skall enligt senare uppgifter ha innehaft ett högre ämbete (prefectus). Hans son Peter Andersson till Möhammar, nu Medhamra, i Hagebyhöga sn i Aska hd i Östergötland var kung Birgers skattmästare. Han har spelat en falsk roll i äldre genealogier som stamfar för Finstaätten liksom för ätten Brahe – man har förväxlat Peter Anderssons och hans svärfars, riddaren Johan Knutssons, sigill.